# Localish
Localish (wcześniej jako Live Well Network) – amerykańska telewizja lifestylowa powstała 27 kwietnia 2009 roku należąca do Walt Disney Television, telewizyjnej dywizji The Walt Disney Company. Nadaje w wysokiej rozdzielczości cyfrowej HD. Kanał propaguje zdrowy styl życia zachęcając amerykanów m.in. do chodzenia na siłownię czy zrezygnowania ze spożywania w dużych ilościach jedzenia typu fast food. Na początku 2020 roku została zmieniona nazwa stacji.